# Musée d'Art moderne de la Guinée équatoriale
 (avril 2021).
Si vous disposez d'ouvrages ou d'articles de référence ou si vous connaissez des sites web de qualité traitant du thème abordé ici, merci de compléter l'article en donnant les références utiles à sa vérifiabilité et en les liant à la section « Notes et références ».
Le Musée d'Art moderne de la Guinée équatoriale (en espagnol : Museo de Arte Moderno de Guinea Ecuatorial) est un musée d'art moderne situé à Malabo, capitale de la Guinée équatoriale.
Les collections du musée comprennent des œuvres contemporaines et traditionnelles du continent africain.